# Kanol
Kanol – kolonia w gminie Krupski Młyn, w powiecie tarnogórskim, w województwie śląskim, w Polsce.
Do 2023 miejscowość była częścią wsi Potępa.
W latach 1975–1998 Kanol należał administracyjnie do województwa katowickiego.
Liczy obecnie 5 nieruchomości zabudowanych w których na pobyt stały oraz czasowy wg danych z ewidencji ludności, stan na dzień 31 grudnia 2021 roku, było zameldowanych 16 osób. Nazwa Kanol jest używana w obrocie prawnym, jak również w relacjach między mieszkańcami. Określona nazwa funkcjonuje w zbiorach meldunkowych, w zbiorach wydanych dowodów osobistych i w księgach stanu cywilnego, a także na mapach i w dokumentach urzędowych. Mieszkańcy Kanola są meldowani na pobyt stały i pobyt czasowy pod wskazanym adresem w następujący sposób: - miejscowość KANOL - ulica brak, nr domu – kolejny, począwszy od nr 1.
W archiwalnych materiałach oraz opracowaniach monograficznych dotyczących terenu obecnej gminy Krupski Młyn autorstwa ks. Henryka Gawelczyka można znaleźć informację, iż w 1798 roku pojawiła się w księgach metrykalnych parafii Tworóg nazwa nowej miejscowości – Nowa Potępa (Neu Potempa). W ciągu następnych lat nazwa ta zmieniała się, aż po dzisiaj używaną formę – Kanol. Tak, więc spotkamy w księgach nazwy: Nowa Potępa (Neu Potempa), Nowy Kanał (Neu Canal), Kanał lub Nowa Żyłka (Canal oder Neu Zollka), Kanał lub Nowa Potępa (Canal oder Neu Potempa), a nawet Kanał Potępski (Potempa Canal). Najczęściej jednak używaną nazwą był Canal, co miało związek z przedsięwzięciem hrabiego Filipa Colony, który na tych terenach wybudował kanał i zakład hutniczy. Kanol położony jest na gruntach należących do obrębu geodezyjnego Potępa.